# Lakenvelder (race bovine)
Pour les articles homonymes, voir Lakenvelder (race de poule).
La Lakenvelder est une race bovine néerlandaise. Des animaux exportés aux États-Unis, ont donné la race sœur appelée Dutch belted.

## Origine
Dès le XIIe siècle, Cosmas Pragenis décrit un attelage de bœufs à large bande blanche autour du ventre. Un tableau du musée de l'abbaye de Klosterneuburg en Autriche. Ces traces montrent que la robe originale de la Lakenvelder était probablement plus courante au Moyen Âge, sans que l'origine génétique de la Lakenvelder actuelle puisse y être rattachée. En revanche, un croquis au crayon de François Ryckhals montre une vache noire ceinturée en Zélande. Ce dessin pourrait bien être celui d'une ancêtre des Lakenvelders actuelles. La robe originale provient d'aristocrates ayant sélectionné leurs animaux sur un plan esthétique. 
Sa première description date du XVIIIe siècle et son livre généalogique de 1918. Des taureaux britanniques belted galloway, de robe similaire, ont été utilisés dans les années 1960, donnant une descendance sans cornes et des taureaux dutch belted originaires des États-Unis, de même origine génétique, à partir de 1979, pour lutter contre la consanguinité. Un registre généalogique a été ouvert en 1997. La population femelle est passée de 415 à 625 animaux entre 1983 et 1996, mais le nombre de mâles est passé de 15 à 25, dont 7 disponibles en insémination artificielle. 
Une association est créée en 1979 pour empêcher sa disparition. À cette époque, les agriculteurs encore éleveurs de Lakenvelder l'abandonnent pour des races plus productives. Les membres de l'association commencent alors un élevage d'agrément, sélectionnant à nouveau la robe originale, éliminant les animaux aux taches mal définies. La Lakenvelder retrouve son passé de race d'agrément et décorative.

## Morphologie

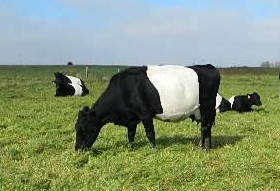
Vache dutch belted.

Elle porte une robe noire ou rouge luisante, ceinturée par une large bande blanche au niveau du thorax et de l'abdomen. Elle mesure entre 1,25 et 1,35 m pour un poids de 550 à 650 kg. C'est une race à corne, mais l'introduction de sang Belted galloway pour augmenter le poids a provoqué l'apparition de nombreux sujets sans cornes.
Les muqueuses sont pigmentées et la langue est bleu-noir, plus foncée chez les sujets noirs. La bande blanche doit avoir au moins 20 cm de large, de préférence de largeur régulière. La mamelle ne doit pas être totalement blanche et les animaux les mieux notés ont une mamelle toute colorée ; les animaux à pattes blanches ne sont pas conservés.

## Aptitudes
C'est une race mixte qui produit 5 000 kg de lait par lactation. Elle dispose de grandes qualités d'élevage dont la docilité. Les éleveurs tiennent à maintenir la mixité et sélectionnent leurs animaux en ce sens. Les vaches ont un bassin incliné facilitant le vêlage et leur longévité dépasse couramment les dix ans.
La viande est reconnue de grande qualité. Sa rareté lui a valu d'être inscrite à l'arche du goût de l'association Slow Food aux Pays-Bas..
Toutefois, le respect scrupuleux d'un critère esthétique ne favorise pas la mise en place d'une sélection qualitative. Les agriculteurs ayant besoin de valoriser leurs animaux choisissent d'autres races. De moins en moins de vaches sont traites et leur lait est utilisé pour le nourrissage des veaux. 